# Hoya brooksii
Hoya brooksii är en oleanderväxtart som beskrevs av Henry Nicholas Ridley. Hoya brooksii ingår i släktet Hoya och familjen oleanderväxter. Inga underarter finns listade i Catalogue of Life.